# Queda
Queda is een geslacht van kevers uit de familie  waterroofkevers (Dytiscidae).
Het geslacht is voor het eerst wetenschappelijk beschreven in 1882 door Sharp.

## Soorten
Het geslacht omvat de volgende soorten:
- Queda compressa Sharp, 1882
- Queda hydrovatoides Zimmermann, 1921
- Queda youngi Biström, 1990